# DAMA/NaI
DAMA/NaI - експеримент, призначений на дослідження наявності частинок темної матерії в гало галактик, використовуючи щорічну модуляцію результатів. Через свою орбіту Земля повинна піддаватися більшим потокам частинок темної матерії в період 2 червня, коли її орбітальна швидкість додається до швидкості Сонячної системи по відношенню до галактики, і меншим близько 2 грудня, коли дві швидкості віднімаються. Річний слід модуляції є відмінним так як ефект індуктування частинок темної матерії одночасно має задовольняти багато умов.

## Опис
Експериментальна установка була розташована глибоко під землею в Національній лабораторії Гран Сассо в Італії. DAMA/NaI був замінений експериментом нового покоління, DAMA/LIBRA. Ці експерименти проводяться італійськими та китайськими дослідниками.
Експериментальна установка була виготовлена з кристалу 9.70 кг низькорадіоактивного сцинтилюючого йодиду натрію, легованого талієм (NaI(Tl)) . Кожен кристал з'єднувався з двома низькофоновоми ФЕУ через 10 см світловодів. Детектори були встановлені всередині герметичного мідного вікна, яке продувається високочистим азотом для того, щоб ізолювати детектори від повітря, що містить сліди частинок радіоактивного газу радону. Щоб зменшити навколишній фон мідне вікно встановлюють всередині багатокомпонентного багатотонного пасивного захисту з міді, свинцю, поліетилену, парафіну, кадмієвої фольги. Органічне скло вікна охоплює весь щит і також зберігається в високо чистому атмосферному азоті. 1 м бетону сповільнює нейтрони і в основному оточує систему.

## Результати
Системи DAMA/NaI спостерігають щорічні сліди модуляції більше 7 щорічних циклів. Про наявність в моделі незалежних позитивних доказів даних DAMA/NaI було вперше повідомлено у співпраці DAMA восени 1997 року і опубліковано на початку 1998 року. Заключна стаття з повними результатами була опублікована в 2003 році після закінчення експерименту в липні 2002. Різні результати досліджень також мають бути і вони продовжуються.
Модель-незалежне свідчення сумісності з широким набором сценаріїв щодо природи кандидата у темну матерію і пов'язаної астрофізики, ядерної фізики і фізики елементарних частинок (наприклад  ).
Ретельне кількісне дослідження можливих джерел систематичних і побічних реакцій регулярно проводяться і публікуються в момент кожного випуску даних. Відсутність системного ефекту або побічної реакції можна пояснити амплітудами спостережуваної модуляції і для одночасного задовільнення всіх вимог було виявлено слід.
Експеримент також отримав і опублікував численні результати інших процесів з такими ж, або іншими підходами.

## Скептицизм
Результати від експерименту пошуку темної матерії XENON, здається, суперечать результатам DAMA/NaI.